# ماشین انیمه
ماشین انیمه: نظریهٔ رسانه‌ای انیمیشن اثری مرجع از توماس لامار، محقق انیمیشن است که در سال ۲۰۰۹ منتشر شد. این کتاب عمدتاً بر تحلیل انیمه تمرکز دارد و طی آن لامار نظریهٔ خود را مبنی بر «انیمتیسم» ارائه می‌کند؛ نظریه‌ای متفاوت برای نگریستن به جهانی اشباع‌شده از فناوری مدرن. این کتاب در سال ۲۰۰۹ توسط انتشارات دانشگاه مینه‌سوتا منتشر شد و با استقبال خوبی از سوی محققان روبه‌رو گردید.

## بازخورد
منتقدان در نشریات دانشگاهی عمدتاً نظرات مثبتی دربارهٔ کتاب داشتند. محقق کاترین دانلپ، سطح جزئیات کتاب را «فوق‌العاده» دانست، که به نظر او این ویژگی به خوانندگان ناآشنا با بدنهٔ انیمیشن ژاپنی اجازه می‌دهد تا استدلال‌های مطرح‌شده را بپذیرند. نپیر احساس می‌کرد که این اثر «به طرز نفس‌گیری بلندپروازانه و از نظر فکری هیجان‌انگیز» است، اما نوشت که لامار به وضوح استدلال‌های خود را بین نظریهٔ «انیمتیسم» و رسانهٔ انیمیشن ترسیم نکرده است، و نیز گفت که برخی از دانشجویانش احساس می‌کردند که این یک عنصر از نظر مفهومی دشوار در تز این اثر است. محقق دانیل جانسون در نقدی برای مجلهٔ مطالعات آسیایی، این کتاب را به عنوان «اثری نادر از جهت دقت و وضوح نظری» ستود و احساس کرد که این کتاب بر سبک جدیدی از تحقیقات دانشگاهی در مورد انیمیشن ژاپنی تأثیر خواهد گذاشت. میری ناکامورا، محقق ادبیات نیز همین نظر را داشت و این کتاب را «اثری روشنگر با عمق فکری شگفت‌انگیز» دانست کالب سیمونز ایمیج تکست نوشت که استدلال‌های لامار در مورد انتزاع ماشین در جنبه‌های اجتماعی انیمیشن «به طرز استادانه‌ای مورد بحث قرار گرفته» است و احساس کرد که نقطه برجسته نثر کتاب، فصل‌هایی است که در آن‌ها این نثر به نمونه‌هایی از تصویر چندسطحی و جداسازی لایه‌های متحرک در یک ترکیب‌بندی اعمال شده است.  با این حال، محقق شیون کونو در کتاب مونومنتا نیپونیکا نوشت که نظریهٔ کتاب آنقدر کند ارائه شده که برای برخی از خوانندگان قابل فهم نیست.